# Gerichtsbezirk Malé
Der Gerichtsbezirk Malé war ein dem Bezirksgericht Malé unterstehender Gerichtsbezirk in der Gefürsteten Grafschaft Tirol. Der Gerichtsbezirk war Teil des Trentino und gehörte zum Bezirk Cles. Nach dem Ersten Weltkrieg musste Österreich den gesamten Gerichtsbezirk an Italien abtreten.

## Geschichte
Der Gerichtsbezirk Malé wurde durch eine 1849 beschlossene Kundmachung der Landes-Gerichts-Einführungs-Kommission geschaffen und umfasste ursprünglich die 35 Gemeinden Almazzago, Arnago, Bolentina, Bozzana, Caldes, Carciato, Castello, Cavizzano, Celedizzo, Celentino, Cogolo, Comasine, Croviana, Deggiano, Dimaro, Magras, Malé, Mastellina, Menas, Mestriago, Mezzana, Monclassico, Montes, Ortise, Ossana, Pejo, Pellizzano, Piano, Presson, Rabbi, Samoclevo, San Giacomo, Termenago, Terzolas und Vermiglio.
Der Gerichtsbezirk Malé bildete im Zuge der Trennung der politischen von der judikativen Verwaltung
ab 1868 gemeinsam mit dem Gerichtsbezirken Cles und Fondo den Bezirk Cles.
Der Gerichtsbezirk Malé wies 1869 eine Bevölkerung von 14.403 Personen auf.
1910 wurden für den Gerichtsbezirk 15.591 Personen ausgewiesen, von denen 261 Deutsch (1,7 %) und 15.248 Italienisch oder Ladinisch (97,8 %) als Umgangssprache angaben.
Durch die Grenzbestimmungen des am 10. September 1919 abgeschlossenen Vertrages von Saint-Germain wurde der Gerichtsbezirk Malé zur Gänze Italien zugeschlagen.

## Gerichtssprengel
Der Gerichtssprengel umfasste 1910 die 33 Gemeinden Almazzago, Arnago, Bollentina, Bozzana, Caldes, Carciato, Castello, Cavizzana, Celledizzo, Cellentino, Cogolo, Comasine, Croviana, Deggiano, Dimaro, Magras, Malé, Mastellina, Mestriago, Mezzana, Monclassico, Montes, Ossana, Pejo, Pellizzano, Piano, Presson, Rabbi, Samoclevo, San Giacomo, Termenago, Terzolas und Vermiglio.